# Thị lang

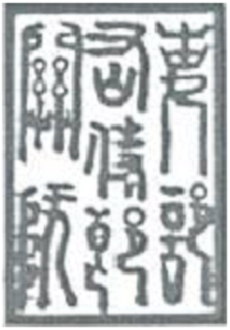
Dấu ấn triện Lại bộ hữu thị lang quan phòng (吏部右侍郎關防) của quan Doãn Uẩn

Thị lang (侍郎, Vice Minister) là chức quan đứng thứ ngay sau Thượng thư (thời kỳ trước triều Nguyễn, tương đương với Thứ trưởng ngày nay); sang thời Nguyễn chức này đứng ngay sau Tham tri một bộ.
Nguyên chức Thị lang (侍郎, Attendant Gentleman) là một chức lang được đặt từ thời Tần Trung Quốc giữ việc thị vệ trong cung đình. Thời Đông Hán, chức Thị lang được đổi khi triều đình chia 36 viên Thị lang làm thuộc quan của Thượng thư. Bắt đầu từ thời Tùy, Thị lang được định là chức phó của Thượng thư, tức là chức quan cao thứ 2 trong một bộ. Thời Đường, Thị lang bắt đầu được chia làm Tả, Hữu Thị lang, trật Chánh tam phẩm. Thời Tống, Thị lang không chia làm Tả, Hữu mà chỉ dùng một chức Thị lang, trật Tòng tam phẩm. Thời Minh và đầu Thanh, trật Chánh tam phẩm, bắt đầu từ năm 1730, trật Tòng nhị phẩm, năm 1749, trật Chánh nhị phẩm.
Tại Việt Nam, thời Hồng Đức, đặt Tả, Hữu Thị lang là quan phó của các Thượng thư tại Lục bộ, trật Tòng tam phẩm.
Thời Nguyễn, Thị lang là chức trong một bộ đứng đầu các viện hoặc phủ như Nội vụ phủ hoặc Vũ khố. Chức Thị lang bao gồm hai quan Tả, Hữu Thị lang. Nhưng không như tại Trung Quốc, Thị lang thời Nguyễn không còn là quan phó Thượng thư vì thời này, phó quan Thượng thư là các quan Tả Hữu Tham tri. Việc này đồng nghĩa với chức Thị lang là chức quan cao thứ 3 trong một bộ, trên Lang trung.
Ngoài ra, quan Thị lang có thể là quan trong cùng một bộ được thăng hoặc có thể là quan được bổ nhiệm từ các bộ khác. Ví dụ như Doãn Uẩn được bổ chức Thị lang trong các bộ khác nhau, từ chức Hữu Thị lang bộ Lại, rồi chuyển sang chức Hữu Thị lang bộ Hình, và sau lại chuyển sang chức Tả Thị lang bộ Hộ trong cùng năm 1835.